# Institut catalan de recherche et d'études avancées
L'Institut catalan de recherche et d'études avancées (Institució Catalana de Recerca i Estudis Avançats, ICREA) est une fondation promue conjointement par le gouvernement catalan à travers son Département de l'innovation, des universités et de l'entreprise, et la Fondation catalane pour la recherche et l'innovation (FCRI). L'ICREA a été créé en 2000 dans le but de dynamiser le système de recherche de la Catalogne via le recrutement de scientifiques de haut niveau pour le système de R&D catalan, des scientifiques capables de diriger de nouveaux groupes de recherche, de renforcer les groupes existants et d'ouvrir de nouvelles lignes de recherche de pointe.
Pour atteindre ses objectifs, l'ICREA travaille en étroite collaboration avec les universités catalanes et les centres de recherche basés en Catalogne au moyen d'accords à long terme qui permettent aux chercheurs de l'ICREA de s'intégrer dans des groupes de recherche au sein de ces universités et centres. Coopération, ouverture internationale et excellence sont les maîtres mots d'ICREA.
Au cours de la période 2000-2008, l'ICREA a recruté au total 222 enseignants-chercheurs titulaires dans différents domaines de recherche : 32,5% en sciences de la vie et médicales, 27% en sciences expérimentales et mathématiques, 10% en sciences sociales, 13,5 % dans différents domaines des sciences humaines et 17 % en technologie.